# Asplenium pearcei
Asplenium pearcei är en svartbräkenväxtart som beskrevs av Bak. Asplenium pearcei ingår i släktet Asplenium och familjen Aspleniaceae. Inga underarter finns listade.